# Zalmoxis heynemani
Zalmoxis heynemani is een hooiwagen uit de familie Zalmoxioidae.